# Ischnomera graeca
Ischnomera graeca là một loài bọ cánh cứng trong họ Oedemeridae. Loài này được Dahlgren miêu tả khoa học năm 1976.